# Aelius Donatus
Aelius Donatus (* um 310; † um 380) war ein römischer Grammatiker und Rhetoriklehrer. Über sein Leben ist lediglich bekannt, dass er der Lehrer des heiligen Hieronymus war.

Aelius Donatus, genannt auch Donat, verfasste eine Reihe von Werken, von denen mehrere erhalten blieben:
- Ein teilweise unvollständiger Kommentar zum Dramatiker Terenz, der aus anderen Kommentaren zusammengestellt wurde; er ist nur als Bearbeitung erhalten.
- Sein Leben Vergils basiert wohl auf der verlorenen Vita Suetons, enthält einige Fragmente seiner Aufzeichnungen zu Vergils Dichtkunst, bricht aber nach den Eklogen (auch Bucolica genannt) plötzlich ab; von dem Werk sind durch Servius, der es gleichzeitig stark kritisiert, nur zwei Einleitungen erhalten: zum einen die Biographie Vergils, zum anderen die zu den Eklogen.
- Seine beiden grammatischen Lehrwerke (artes grammaticae) sind zwar inhaltlich keineswegs originell und schöpfen aus den gleichen Quellen wie etwa die Grammatiker Charisius und Diomedes. Gleichwohl erlangten sie eine solch weite Verbreitung, dass sie ohne Übertreibung als Standardwerke der Spätantike, des Mittelalters und teilweise noch der Frühneuzeit[1] bezeichnet werden können. Dies gilt besonders für den unter dem Namen Ars minor bekannten Abriss der Wortartenlehre, der in Frage-Antwort-Form gehalten ist und sich an ein Anfängerpublikum wendet. Die umfangreichere Ars maior ist demgegenüber für Fortgeschrittene konzipiert und thematisiert beispielsweise auch den Komplex der Sprachrichtigkeit (vitia et virtutes orationis). Beide Werke liegen in kommentierten deutschen Studienausgaben (2008 bzw. 2009) übersetzt vor.

Donatus’ Popularität führte schließlich dazu, dass er im Mittelalter der Namensgeber für volkssprachliche Grammatiktraktate jeder Art (die sogenannten Donate) wurde. Eine alemannische Bearbeitung von De octo partibus orationis ars minor verfasste Conrad Bücklin (* um 1429) im 15. Jahrhundert mit dem Titel Diß ist der Donat jm latin Und die Usslegung von wort zuo wort Ouch der sin jn tütschem. In der Frühzeit des europäischen Buchdrucks wurde die „Ars minor“ als Schulbuch im Umkreis des Erfinders Johannes Gutenbergs häufig gedruckt. Eine der Typen wird als „Donat-Kalender-Type“ bezeichnet und wurde auch für den 31-zeiligen Ablass-Brief verwendet, der wahrscheinlich aus Gutenbergs Druckerei stammt und spätestens am 22. Oktober 1454 vollendet war. Im Gesamtkatalog der Wiegendrucke (GW) verzeichnet sind 24 Donat-Ausgaben (GW 8674–8697), alle undatiert, unterscheidbar nach Anzahl Zeilen pro Seite.
Aelius Donatus sollte nicht mit Tiberius Claudius Donatus verwechselt werden, Autor eines Aeneis-Kommentars (Interpretationes), der etwa fünfzig Jahre später lebte.

## Textausgaben und Übersetzungen
- Axel Schönberger: Die Ars minor des Aelius Donatus. Lateinischer Text und kommentierte deutsche Übersetzung einer antiken Elementargrammatik aus dem 4. Jahrhundert nach Christus (= Bibliotheca Romanica et Latina. Band 6). Valentia, Frankfurt 2008, ISBN 978-3-936132-31-1.
- Axel Schönberger: Die Ars maior des Aelius Donatus. Lateinischer Text und kommentierte deutsche Übersetzung einer antiken Lateingrammatik des 4. Jahrhunderts für den fortgeschrittenen Anfängerunterricht (= Bibliotheca Romanica et Latina. Band 7). Valentia, Frankfurt 2009, ISBN 978-3-936132-32-8.